# ربیع (شاعر)
ربیع سرایندهٔ منظومهٔ علی‌نامه اثر شیعی نیمهٔ دوم سدهٔ پنجم است. او تخلص خود را «ربیع» می‌گوید. ربیع شاعر متوسطی است و در اثر خود از شاهنامه تقلید کرده‌است. او فردوسی را به‌خاطر سرودن شاهنامه سرزنش کرده‌است.